# Острандер (Огайо)
Острандер (англ. Ostrander) — селище (англ. village) в США, в окрузі Делавер штату Огайо. Населення — 1094 особи (2020).

## Географія
Острандер розташований за координатами 40°15′50″ пн. ш. 83°12′56″ зх. д. / 40.26389° пн. ш. 83.21556° зх. д. (40.263910, -83.215649).  За даними Бюро перепису населення США в 2010 році селище мало площу 2,18 км², уся площа — суходіл.

## Демографія
Згідно з переписом 2010 року, у селищі мешкали 643 особи в 221 домогосподарстві у складі 175 родин. Густота населення становила 295 осіб/км².  Було 230 помешкань (105/км²).
Расовий склад населення:
| - 97,7 % — білих - 0,5 % — чорних або афроамериканців - 0,3 % — азіатів |

До двох чи більше рас належало 1,6 %. Частка іспаномовних становила 1,7 % від усіх жителів.
За віковим діапазоном населення розподілялося таким чином: 32,8 % — особи молодші 18 років, 59,0 % — особи у віці 18—64 років, 8,2 % — особи у віці 65 років та старші. Медіана віку мешканця становила 35,0 року. На 100 осіб жіночої статі у селищі припадало 108,8 чоловіків;  на 100 жінок у віці від 18 років та старших — 106,7 чоловіків також старших 18 років.
Середній дохід на одне домашнє господарство  становив 76 191 долар США (медіана — 71 500), а середній дохід на одну сім'ю — 80 435 доларів (медіана — 78 409). За межею бідності перебувало 10,9 % осіб, у тому числі 16,2 % дітей у віці до 18 років та 5,2 % осіб у віці 65 років та старших.
Цивільне працевлаштоване населення становило 510 осіб. Основні галузі зайнятості: виробництво — 20,4 %, освіта, охорона здоров'я та соціальна допомога — 19,0 %, мистецтво, розваги та відпочинок — 12,5 %, будівництво — 10,2 %.